# 5406 Jonjoseph
Az 5406 Jonjoseph (ideiglenes jelöléssel 1991 PH11) a Naprendszer kisbolygóövében található aszteroida. Henry Holt fedezte fel 1991. augusztus 9-én.